# Gidon Kremer

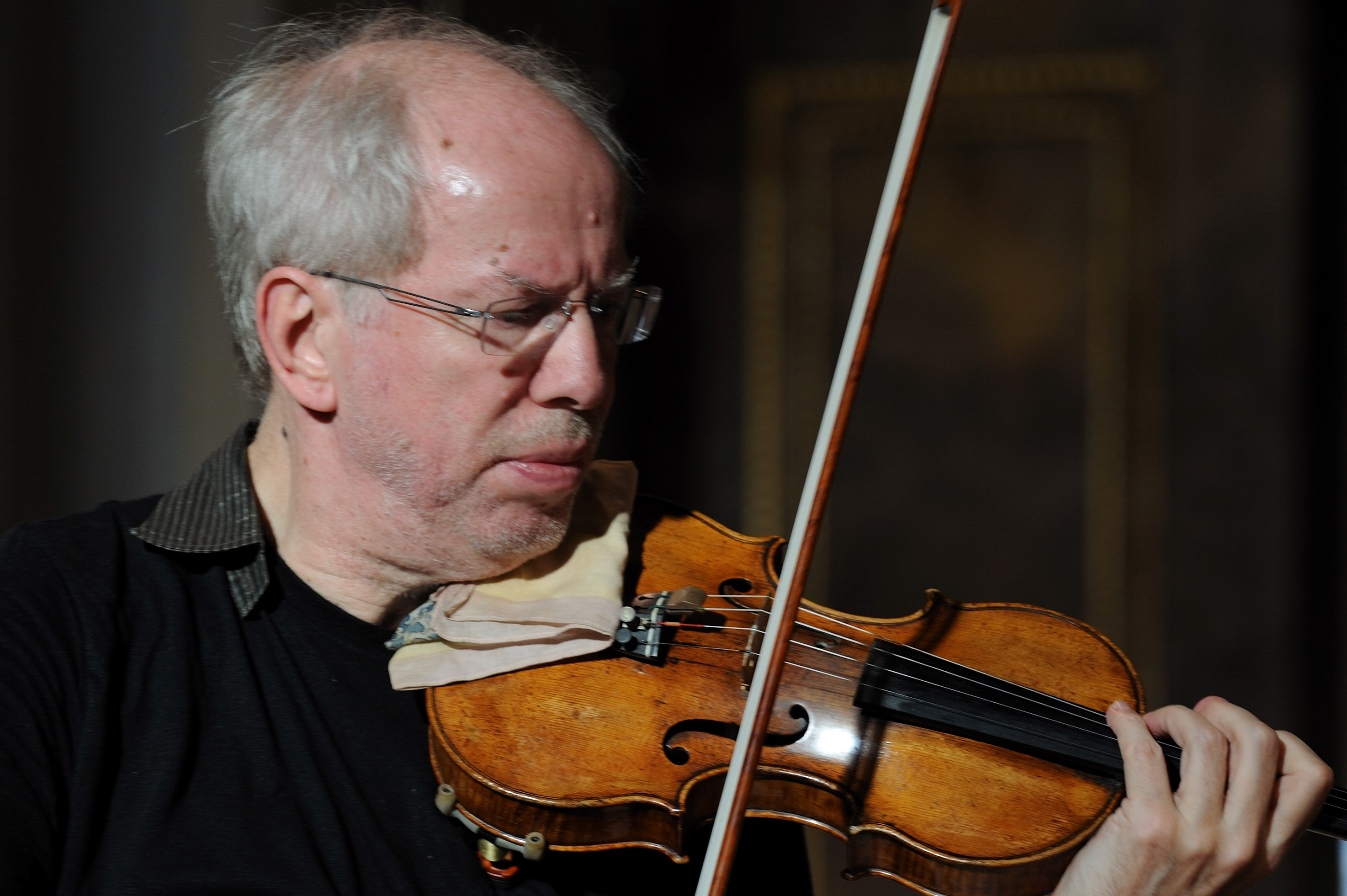
Gidon Kremer (2008)

Gidon Kremer, Lets: Gidons Krēmers (Riga, 27 februari 1947) is een Letse violist en dirigent.
Hij leerde op vierjarige leeftijd viool spelen bij zijn vader en grootvader. Hij kreeg op zijn zestiende de Eerste Prijs van de Letse Republiek uitgereikt. Twee jaar later begon hij zijn studies bij David Oistrach aan het conservatorium van Moskou.
In 1967 werd hij derde in de Koningin Elisabethwedstrijd, hij won het Paganini-concours (Genua 1969) en het Internationaal Tsjaikovski-concours in Moskou in 1970.
Eind jaren negentig richtte hij twee ensembles op, de Kremerata Baltica en de Kremerata Musica, samengesteld uit jonge musici uit de Baltische regio.
Tijdens zijn carrière ontving hij vele prijzen, zoals de Unesco-prijs (2001) en een Grammy (2002).
Kremer is alom gerespecteerd en bekend als uitvoerder van muziek van de 20e eeuw, waaronder werken van Astor Piazzolla, Philip Glass, Alfred Schnittke, Lera Auerbach, Arvo Pärt, John Adams en Kaija Saariaho. Vele componisten droegen een muziekstuk aan hem op, waaronder Sofia Goebajdoelina (Offertorium).
In 1981 richtte Gidon Kremer in Oostenrijk het kamermuziekfestival Lockenhaus op. Twee jaar nam hij het artistiek leiderschap van het Gstaad Festival over van oprichter Sir Yehudi Menuhin.
- Bibsys: 1045706
- Biblioteca Nacional de España: XX1099047
- Bibliothèque nationale de France: cb13896161r (data)
- CiNii: DA04026775
- Gemeinsame Normdatei: 118566563
- International Standard Name Identifier: 0000 0001 1079 1414
- Library of Congress Control Number: n81067981
- Nationale Bibliotheek van Letland: 000005308
- MusicBrainz: e2c8b2ea-8b6e-4d6e-9ea5-e2b34b073045
- Bibliotheek van het Japanse parlement: 00514391
- Nationale Bibliotheek van Tsjechië: js20020122072
- Nationale bibliotheek van Australië: 35242781
- Nationale Bibliotheek van Israël: 987007589811905171
- Nationale Bibliotheek van Polen: a0000001664246
- Nationale en Universitaire bibliotheek Zagreb: 000069746
- Nederlandse Thesaurus van Auteursnamen: 06964604X
- Réseau des bibliothèques de Suisse occidentale: 02-A003473974
- Istituto Centrale per il Catalogo Unico: MILV153781
- LIBRIS: 225589
- SNAC: w69w3xwj
- Système universitaire de documentation: 050832247
- Trove: 879149
- Virtual International Authority File: 98522655
- WorldCat: E39PBJfmqCYQ69htBtTXTWmfMP